# Киевский технологический институт пищевой промышленности
Ки́евский технологи́ческий институ́т пищево́й промы́шленности — высшее учебное заведение в Киеве, действовавшее с 1930 по 1993 год.

## История
Согласно постановлению Президиума Верховного Совета СССР об образовании отраслевых высших учебных заведений приказом по ВСНХ СССР № 1240 от 17 апреля 1930 года на базе сахарного факультета Киевского политехнического института, сахарного факультета Каменец-Подольского института и Смелянского института сахарной промышленности был образован Киевский институт сахарной промышленности (КИСП). Институт имел три факультета: сахарный, механический и экономический; подчинялся вуз Союзсахару Народного комиссариата торговли СССР (постановление СНК СССР, протокол № 19/672 от 12.06.1930). После этой реорганизации руководителем учебного заведения стал доктор технических наук, профессор, заслуженный деятель науки РСФСР В. Б. Фремель.
В 1930 году в состав КИСП вошли также кафедры сахарного производства Харьковского и Ленинградского технологических институтов, и он получил название Киевский институт технологии сахара (КИТС). В 1933 году в состав КИТС вошли подразделения Киевского кондитерского и ферментативного института, механический факультет Воронежского химико-технологического института пищевой промышленности, факультет механизации сельского хозяйства Белоцерковского сельскохозяйственного института и механический факультет Полтавского института технологии мяса. После этой реорганизации институт стал называться Киевский химико-технологический институт пищевой промышленности (КХТИПП); в нём работали три факультета: механический, химико-технологический и экономический.
Очередное изменение название института произошло в 1935 году, когда по случаю пятилетия его создания вуз был переименован в Киевский технологический институт пищевой промышленности им. Микояна (КТИПП). С этого же года институт получил право присуждать учёную степень кандидата наук и принимать к защите докторские диссертации.
С началом Великой Отечественной войны коллектив института, не прекращая учебного процесса, участвовал в сооружении вокруг Киева оборонительных укреплений. Многие его сотрудники и студенты ушли в Красную армию. Перед захватом Киева немецкими войсками, институт был эвакуирован сначала в Воронеж, а в 1942 году — в город Бийск Алтайского края.
Когда в ноябре 1943 года институт вернулся из эвакуации в освобождённый Киев, его директором был назначен профессор А. А. Каменев, который организовывал учебный процесса в сложных условиях разрушенного города. В марте 1944 года директором КТИПП стал И. Г. Грицюк, на долю которого пришлось восстановление учебного заведения. К 9 мая 1945 года Киевский технологический институт пищевой промышленности восстановил довоенный количественный состав преподавателей и студентов.
В 1950-е и 1960-е годы была восстановлена материальная база института, действовали новый учебный корпус, студенческое общежитие, построено два жилых дома для преподавателей. В вузе открывались новые специальности (промышленная теплоэнергетика, автоматизация и комплексная механизация химико-технологических процессов), совершенствовалась организационная структура института. В нём проводилась научно-исследовательская работа.
1975—1990 годы, период подъёма в развитии Киевского технологического института пищевой промышленности, были связаны с именем ректора, доктора технических наук, академика Украинской академии аграрных наук Ивана Степановича Гулого, который возглавлял КТИПП двадцать лет.
В 1980 году за заслуги в подготовке квалифицированных специалистов для народного хозяйства и развитие науки, а также в связи с 50-летием со времени основания КТИПП награждён орденом Трудового Красного Знамени.
В начале 1987 года специалисты института разработали и внедрили технологию производства хлеба и хлебобулочных изделий из пророщенных зерен пшеницы (первым предприятием, освоившим выпуск печенья и вафель по этой технологии стала Киевская кондитерская фабрика имени Карла Маркса).
После распада СССР, в 1993 году, Киевский технологический институт пищевой промышленности получил статус университета и был переименован в Украинский государственный университет пищевых технологий. Согласно Указу Президента Украины № 266/2002 от 19 марта 2002 года, университету предоставлен статус национального и он стал называться Национальный университет пищевых технологий.

## Руководители вуза
- Фремель, Валериан Борисович (1930—1931)
- Непомнящий, Пётр Фёдорович (1932)
- Стефанский, Фаддей Климентович (1933—1937)
- Микулин М. А. (1937—1938)
- Кац, Яков Эммануилович (1938—1941)
- Каменев, Александр Андреевич (1943—1944)
- Грицюк, Иван Григорьевич (1944—1947)
- Фёдоров, Пётр Дмитриевич (1947—1962)
- Белявский, Всеволод Викторович[4] (1962—1963)
- Грицюк, Иван Григорьевич (1963—1970)
- Федоткин Иван Михайлович (1970—1973)
- Гулый, Иван Степанович[5] (1973—1993)

## Известные выпускники
Санов Николай Михайлович, Степаненко Игорь Дмитриевич, Кулинич Николай Фёдорович, Загородний Григорий Дмитриевич — Министры пищевой промышленности Украинской ССР; Пархоменко Пётр Николаевич — заслуженный работник промышленности Украины; Слободян Александр Вячеславович — народный депутат Украины; Суркис Григорий Михайлович — президент Федерации футбола Украины.